# 네모토촌
네모토촌(根本村)은 이바라키현 가와치군·이나시키군에 있던 촌이다. 현재의 이나시키시 남서부에 해당한다.

## 지리
이나시키군의 중앙에 위치하며 동쪽은 시바사키촌, 서쪽은 나가토촌, 남쪽은 겐키다촌 및 나가사오촌, 북쪽은 기미가촌과 오노강을 경계로 나뉜다. 고원과 평지가 뒤섞인 골짜기가 많은 지형이다. 남단에는 신토네강이 동쪽으로 흐른다. 

## 역사
- 1889년 4월 1일 - 정촌제 시행에 의해 가와치군 네모토촌이 성립하였다.
- 1896년 4월 1일 - 시다군과 합병해 이나사키군이 성립하여, 네모토촌은 이나사키군에 이관되었다.
- 1955년 4월 1일 - 시바사키촌, 오타촌과 합병해 , 신토네정이 성립하여 네모토촌은 폐촌되었다.

## 인구
| 1891년 | 1,802 |
| 1920년 | 2,058 |
| 1935년 | 2,097 |
| 1950년 | 3,504 |

## 관공서
- 교육위원회
- 선거관리위원회

### 촌장
- 초대 촌장 : 나카지마 쇼스케
- 2대: 히라이 만타로

### 촌회
- 촌회 정원은 12명, 이후 16명, 초대 회장은 이이즈카 사다키치(飯塚定吉)가 맡았다.

### 교육
- 네모토 초등학교 - 학생 수 299명, 직원 수 9명
- 네모토 중학교 - 학생 수 157명, 교직원 수 6명

## 참고문헌
- 角川日本地名大辞典編纂委員会『角川日本地名大辞典 8 茨城県』、角川書店、1983年 ISBN 4040010809